# 伊周Femina
《伊周Femina》创刊于2008年5月，是法国女性周刊《Femina》的中文版，隶属于赫斯特集团。 2016年11月24日，杂志宣布停刊。